# ۸۶۶ (میلادی)
۸۶۶ (میلادی) هشتصد و شصت و ششمین سال تقویم میلادی است.

## رویدادها
- آغاز خلافت معتز عباسی در بغداد
- آغاز جنگ طبقاتی در اروپا
- حمله شاه لوئیس دوم، امپراتور روم به مسلمانان در ایتالیا

## زادگان
- ۱۹ سپتامبر - لئوی ششم، امپراتور بیزانس (م. ۹۱۲)

## درگذشتگان
- کندی معروف به فیلسوف عرب

‎